# Tomter Station
Tomter Station (tomter stasjon) er en norsk jernbanestation på Indre Østfoldbanen (Østfoldbanens østre linje) i Hobøl. Stationen Består af to spor med hver sin sideliggende perron og en stationsbygning i rødmalet træ med ventesal og toiletter. Stationen ligger 98,2 m.o.h., 37,2 km fra Oslo S. Den er stoppested på NSB's linje Rakkestad/Mysen-Skøyen.
Stationen åbnede sammen med Indre Østfoldbanen 24. november 1882. Stationsbygningen blev opført til åbningen efter tegninger af Balthazar Lange.